# Brynhildr in the Darkness
Brynhildr in the Darkness (яп. 極黒のブリュンヒルデ, Gokukoku no Buryunhirude) — манґа авторства Ріна Окамото, що виходила з січня 2012 по березень 2016 у журналі Weekly Young Jump. У квітні 2014 вийшла аніме-адаптація манґи з 13 серій від студії ARMS та режисера Кенічі Імаїдзумі.

## Сюжет
Головний герой — Рьота Муракамі не може забути свою подругу, яка загинула в результаті нещасного випадку. Бажаючи виконати свої обіцянки — довести існування чужопланетян, він регулярно відвідує астрономічний клуб. Одного разу він зустрічає там дівчину на ім'я Неко Куроха, яка дуже схожа з його померлої подругою. Однак виявилося, що вона чарівниця, яка втекла з секретної лабораторії.

## Персонажі
Рьота Муракамі (яп. 村上 良太, Murakami Ryōta)
Головний герой аніме та манґи. Бажає стати астронавтом.
- Сейю: Рьота Осака

Неко Куроха (яп. 黒羽 寧子, Kuroha Neko)
Дівчина-чарівниця, що володіє величезною магічною силою. Дуже схожа з померлою подругою головного героя.
- Сейю: Ріса Танеда

## Медіа

### Манґа
Манґа виходила у сейнен-журналі Weekly Young Jump видавництва Shueisha з січня 2012 по березень 2016. Глави манґи пізніше були зібрані у опубліковані у 18 танкобонів.

#### Список томів
| №  | Дата виходу (Японською) | ISBN (Японською)       |
| -- | ----------------------- | ---------------------- |
| 1  | 18 травня 2012          | ISBN 978-4-08-879348-1 |
| 2  | 17 серпня 2012          | ISBN 978-4-08-879397-9 |
| 3  | 19 листопада 2012       | ISBN 978-4-08-879433-4 |
| 4  | 19 лютого 2013          | ISBN 978-4-08-879524-9 |
| 5  | 19 липня 2013           | ISBN 978-4-08-879564-5 |
| 6  | 19 вересня 2013         | ISBN 978-4-08-879651-2 |
| 7  | 19 грудня 2013          | ISBN 978-4-08-879669-7 |
| 8  | 19 березня 2014         | ISBN 978-4-08-879805-9 |
| 9  | 18 квітня 2014          | ISBN 978-4-08-879806-6 |
| 10 | 18 липня 2014           | ISBN 978-4-08-879865-3 |
| 11 | 17 жовтня 2014          | ISBN 978-4-08-890055-1 |
| 12 | 19 січня 2015           | ISBN 978-4-08-890103-9 |
| 13 | 17 квітня 2015          | ISBN 978-4-08-890146-6 |
| 14 | 17 липня 2015           | ISBN 978-4-08-890229-6 |
| 15 | 19 жовтня 2015          | ISBN 978-4-08-890275-3 |
| 16 | 19 січня 2016           | ISBN 978-4-08-890343-9 |
| 17 | 19 травня 2016          | ISBN 978-4-08-890387-3 |
| 18 | 19 травня 2016          | ISBN 978-4-08-890436-8 |